# 배틀그램
《배틀그램》은 2022년에 wavve에서 방송된 보디빌딩 서바이벌 웹예능이다.

## 출연자
- 우승 : 박상현 (다비드)[2]
- 준우승 : 조준 (헤라클레스)[3]
- 3위 : 김경 (헤르메스)[4]
- 4위 : 현지수 (아프로디테)[5]
- 5위 : 김주연 (헤라)[6]
- 6위 : 배이정 (아폴론)[7]
- 7위 : 정나금 (아테나)[8]
- 8위 : 윤진 (니케)[9]